# Enrique de Frisia
Enrique el Gordo (circa. 1055-1101), también conocido como Enrique de Frisia y Enrique de Nordheim o Northeim, fue Conde de Rittigau (parte de Liesgau) y Eichsfeld desde 1083 en adelante, y Margrave de Frisia hasta su asesinato en 1101. Fue el padre de la Emperatriz Richenza. 

## Vida
Enrique era el primogénito de Otto de Nordheim y Richenza de Swabia. Era, por su patrimonio en Rittigau y Eichsfeld, uno de los príncipes sajones más influyentes de su era. En 1086 se casó con la viuda Gertrude de Brunswick, que le permitió unir su herencia de la dinastía Brunónida y de las Condes de Katlenburg a su Länderei en Northeimer. De las condes de Bilstein Enrique heredó partes del valle de Werra, del que era el único propietario. Aún más, era Vogt de Helmarshausen y fundó un monasterio Benedictino en Bursfelde en 1093.
Durante las guerras civiles de comienzos de los años 1080, enmarcadas en la Querella de las Investiduras, Enrique tomó partido por su padre, Otto, y el antirrey Herman de Salm, con quien estaba emparentado por matrimonio, contra Enrique IV. En 1086 él y sus hermanos, Kuno y Otto, decidieron pasarse al bando del Emperador Enrique.
La esposa de Enrique, Gertrudis, era la única hermana de  Egberto II de Meissen, que no tuvo descendencia. Por derecho sucesorio, Enrique recibió de Egbert los condados de Frisia a la muerte de Egberto en 1090, aunque Meissen fue concedido por el Emperador a otro Enrique. Estos condados frisios, no obstante, habían sido anexionados por Egberto durante la rebelión de 1089 y eran administrados por Conrado, Obispo de Utrecht. A la muerte de Corado en 1099, el Emperador otorgó los condados a Enrique. Enrique trató inmediatamente de regular el comercio frisio, ignorando los privilegios concedidos a la ciudad de Staveren. La Iglesia, sintiéndose amenazada por Enrique, se alió con los mercaderes y el pueblo llano. Aunque recibieron al nuevo líder de manera amistosa, él percibió su animosidad y trató de huir en barco. La embarcación fue hundida y Enrique murió, aunque su esposa sobrevivió al ataque. Aunque se desconoce la fecha de su muerte, fue enterrado en Bursfelde el 10 de abril de 1101.

## Descendencia
Con su esposa, Gertrude, tuvo tres hijos:
- Otto III de Nordheim, que heredó el patrimonio paterno
- Richenza, que heredó el Katlenburger y los territorios Brunónidas y los unió a los de la Casa de Welf por su matrimonio con el futuro Emperador Lotario II.
- Gertrude (c. 1090 - bef. 1165), que fue heredera  de Bentheim y Rheineck. Se casó primero con Siefrido I de Weimar-Orlamünde y luego con Otto I, Conde de Salm.
- La viuda de Enrique, Gerturde, se casó con Enrique de Meissen.